# Maggie O’Connor

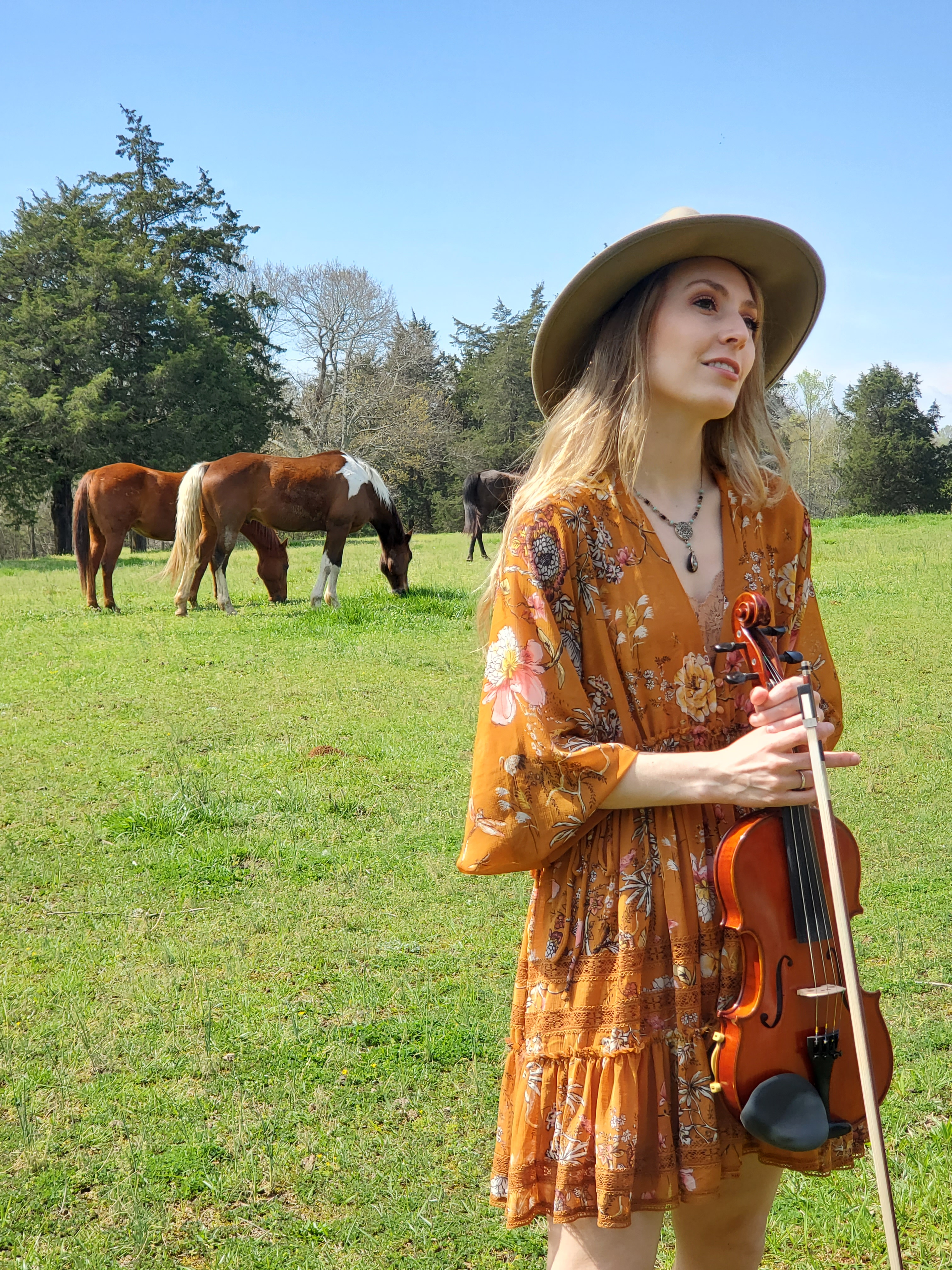
Maggie O’Connor

Maggie O’Connor ist eine US-amerikanische Geigerin, Fiddlespielerin und Sängerin.
Maggie wuchs in Atlanta in einer musikalischen Familie auf und spielte siebenjährig Geige in der Familienband. Daneben nahm sie Unterricht in klassischer Geige bei Larisa Morgulis, einer Absolventin des Odessaer Konservatoriums. In ihren jungen Jahren war sie Geigerin und Solistin in den Sinfonieorchestern ihrer Heimatstadt und Mitglied verschiedener Bluegrass- und Rockbands. Am Peabody Institute der Johns Hopkins University studierte sie klassische Geige bei Herbert Greenberg mit dem Abschluss als Bachelor und Master. Sie war Finalistin der Marbury Prize Competition, erhielt den Career Development Grant des Peabody Institute und wurde in dessen Five Year Advanced Degree Program aufgenommen.
Als Mitglied des Band ihres Mannes Mark O’Connor wirkte sie an mehreren von deren Alben als Sängerin und Geigerin mit, u. a. an dem mit einem Grammy ausgezeichneten Album Coming Home. Das Album Duo nahm sie 2015 mit ihrem Mann auf. Sie trat auch mit der Zac Brown Band u. a. im Fenway Park vor 20.000  Zuhörern auf und spielte Aufnahmen mit Paul Simon ein.
Auf dem Gebiet der klassischen Musik hatte sie mit ihrem Mann weltweit Auftritte, u. a. in der Leopold-Auer-Musikakademie in Ungarn und zum 100. Geburtstag von Yehudi Menuhin im Berliner Konzerthaus, und arbeitete mit Orchestern wie dem Singapore Chinese Orchestra, dem Santa Rosa Symphony Orchestra, dem Walla Walla  Orchestra und dem Nashville Symphony Orchestra zusammen. Zu ihrem Repertoire zählen auch Werke ihres Mannes wie die Strings and Threads Suite, das Double Violin Concerto und die Johnny Appleseed Suite.

## Weblink
- Website von Maggie O’Connor